# ریزاندامگان دریایی

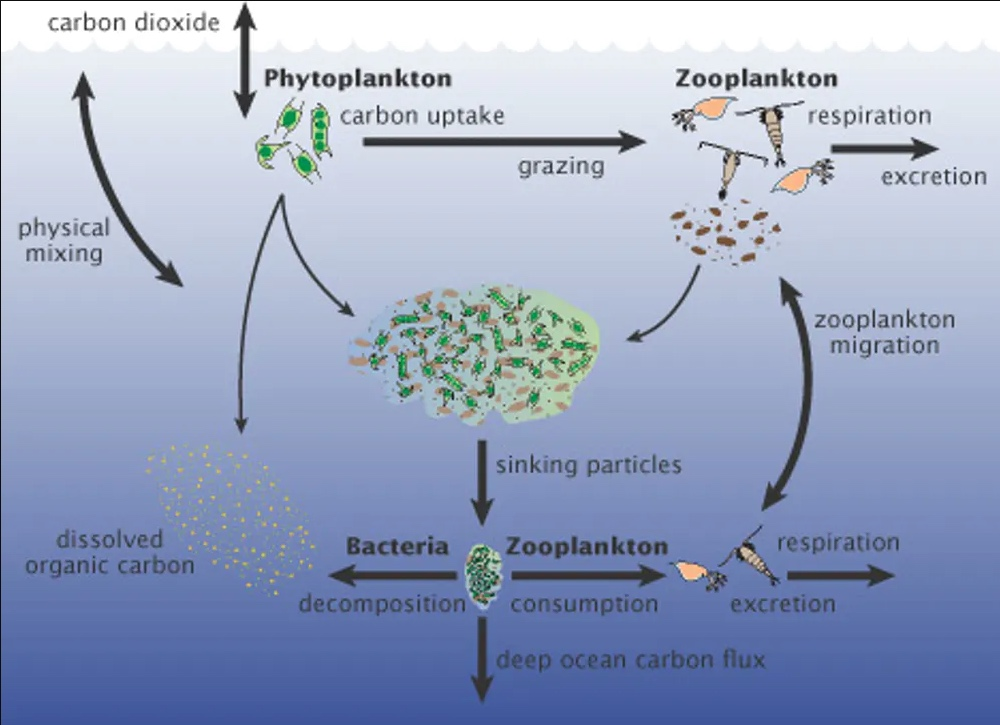
نقش اجتماعات میکروبی در چرخه کربن دریایی

میکروب‌های دریایی یا ریزاندامگان دریایی (به انگلیسی: Marine Microorganisms) بر اساس زیستگاهشان، به عنوان ریزاندامگانی که در محیط دریا زندگی می‌کنند، (یعنی آب شور دریا یا اقیانوس یا آب لب‌شور پای‌رودهای ساحلی) تعریف می‌گردند. یک ریزاندام (یا میکروب) هر نوع جاندار زنده میکروسکوپی است که با چشم غیرمسلح دیده شود. ریزاندامگان بسیار متنوع اند. تنوعشان جانداران تک‌سلولی یا چندسلولی را دربر گرفته و شامل باکتری‌ها، باستانیان (آرکی‌ها)، ویروس‌ها و بسیاری از تک‌یاختگان می‌شود، همچنین برخی از قارچ‌ها، جلبک‌ها و جانورانی نظیر چرخان‌تباران و پاروپایان را نیز شامل می‌شوند. بسیاری از جانوران و گیاهان ماکروسکوپی، دارای مراحل جوانه‌زنی میکروسکوپی اند. برخی از میکروب‌شناسان نیز جانداران زیستی فعالی چون ویروس‌ها و ویروئید‌ها را به عنوان ریزاندامگان در نظر می‌گیرند در حالی که بقیه آن‌ها را غیرزنده فرض می‌کنند.